# Харашибирское сельское поселение
Се́льское поселе́ние «Харашибирское» (бур. Хара Шэбэрын hомон) — муниципальное образование в Мухоршибирском районе Бурятии Российской Федерации.
Административный центр — село Харашибирь.

## История
Статус и границы сельского поселения установлены Законом Республики Бурятия от 31 декабря 2004 года № 985-III «Об установлении границ, образовании и наделении статусом муниципальных образований в Республике Бурятия»

## Население
| 2002 | 2011 | 2012 | 2013 | 2014 | 2015 | 2016 |
| ---- | ---- | ---- | ---- | ---- | ---- | ---- |
| 1036 | ↘896 | ↗905 | ↗907 | ↘898 | ↘881 | ↘864 |
| 2017 | 2018 | 2019 | 2020 | 2021 | 2023 | 2024 |
| ↘852 | ↘839 | ↘825 | ↗836 | ↗849 | ↘825 | ↘824 |

## Состав сельского поселения
| № | Населённый пункт | Тип населённого пункта       | Население |
| - | ---------------- | ---------------------------- | --------- |
| 1 | Харашибирь       | село, административный центр | ↘824      |